# Siwungkuk
Siwungkuk is een bestuurslaag in het regentschap Brebes van de provincie Midden-Java, Indonesië. Siwungkuk telt 3316 inwoners (volkstelling 2010).